# Westwick (Durham)
Westwick is een civil parish in het Engelse graafschap Durham.